# Etnociencia
La Etnociencia o antropología cognitiva es una de las ramas de la antropología enmarcada dentro de las nuevas tendencias que empezaron a desarrollarse a comienzos del siglo XX con el Neoevolucionismo de White y Kroeber. Los máximos representantes de esta rama son: Goodenough, Kay, Tyler, Metzger y Berlín.  También es conocida como etnociencia o nueva etnografía y ha sido definida como el estudio de la relación entre lenguaje, cultura y pensamiento.
Los sistemas de clasificación social y cultural han sido un importante elemento de estudio en muchas áreas de la teoría antropológica, por lo que la antropología cognitiva se concentra en las categorías lingüísticas para aproximarse a los sistemas de clasificación y conocimiento cultural. Aunque la metodología y los temas de estudio han variado a lo largo de su historia, se comparte la premisa de que la cultura es conocimiento; cada grupo de individuos tiene su propio sistema para percibir y entender al mundo y el conocimiento cultural se refleja en la lengua.
Para acceder a este conocimiento a través de la lengua, se recurre al análisis formal también conocido como ‘análisis semántico formal’ que puede aplicarse a cualquier dominio lingüístico cognitivo. Este tipo de análisis se enfoca en áreas o dominios de significación semántica y ha sido aplicado al estudio de las terminologías de parentesco, colores y plantas, sirviendo como herramienta en la investigación e interpretación etnográfica.
A partir de un período formativo, también conocido como el enfoque boasiano o de Franz Boas,  que va de la primera década del siglo XX hasta 1950, surge en los años sesenta y setenta una corriente que ha sido denominada ‘etnosemántica’ o ‘etnociencia’.  Bajo influencia boasiana, la etnociencia en un principio enfatizaba la relatividad de las categorías culturales y se caracterizaba por tratar de evitar el etnocentrismo y registrar meticulosamente el punto de vista interno de otras culturas. Sin embargo, en otras etapas, debido a la influencia de la recién inaugurada teoría generativo-transformacional del lingüista Noam Chomsky, se busca establecer esquemas cognitivos universales; tendencia que, aún hoy, en varias investigaciones toma un corte universalista y en ocasiones, evolucionista.

## Desarrollo
Como toda rama de la antropología, la etnociencia tiene como objeto de estudio la cultura y el papel que el ser humano cumple en relación con ella. Por eso es necesario especificar la definición que siguen los etnocientíficos de la cultura: "Un sistema de cogniciones compartidas donde el elemento esencial es el intelecto y no tanto el ambiente o la tecnología". En este sentido, y siguiendo la línea del vienés Kant, al etnocientífico le interesará saber cómo perciben la cultura los miembros de la misma, y no tanto cómo es en verdad esta. Para ello, seguirá dos procedimientos:
- Descripción interna (en el argot antropológico, emic): ya aclaraba Kant que los noúmeno o entes objetivos existen como tales en la realidad pero jamás son percibidos de manera exacta por el humano, que tiende a interpretar todo lo que ve y por tanto a disponer de una realidad fenoménica, que no es más que una realidad percibida y no una realidad real. Pues es esta realidad percibida el objeto de estudio en un primer momento.
- Descripción externa (etic): consiste ahora en, una vez averiguado cómo interpreta individualmente cada miembro su cultura, atender a las normas sociales de esta. Estas normas, dispondrán de uná lógica interna. Lógica que les viene dada por el inconsciente del hombre, esto es, se trata de reglas aceptadas por convención pero que no han sido escritas ni reconocidas oficialmente.

Por tanto, el etnocientífico debería estudiar el inconsciente para entender esas normas. Esta tarea solo es posible, piensan, si se conoce y entiende el pensamiento humano. Pensamiento que solo es entendible si se estudia el lenguaje. Y el lenguaje lo acaban estudiando por la gramática. Como se puede ver, se trata de un desmenuzamiento progresivo de todos los elementos que intervienen en la creación de las normas sociales de la cultura. El elemento clave final es el de la gramática. Por gramática no se entiende al conjunto de reglas sintácticas, ortográficas o léxicas de un idioma, sino que se toma el concepto abstracto que ya describiera Chomsky: para este autor, existen dos tipos de estructuras cognitivas a la hora de asimilar un enunciado recién escuchado, la estructura superficial y la estructura profunda:

Por ejemplo, ante la frase "Jaime oyó el pisoteo de los excursionistas", podría entender:
- Los excursionistas estaban pisoteando el suelo y Jaime los escuchó.
- Los excursionistas fueron pisoteados y Jaime oyó cómo los pisoteaban.

No obstante, como esta segunda acepción es ridícula al entendimiento humano, nuestro cerebro la descarta rápidamente, impidiendo incluso que se deslice por nuestro consciente. A la capacidad de inferir el significado idóneo y contextualizado de la oración se lo denomina estructura profunda.

Es por ello que los etnocientíficos piensan que, estudiando esta estructura profunda se puede entender cómo funciona el pensamiento de una cultura y por tanto cómo se han ido estableciendo sus distintas normas sociales.

## Método
Ahora bien, el problema surge con la forma de extraer esas estructuras profundas. El etnocientífico, entonces, recurre a la entrevista individual. Miembro a miembro, va hablando con ellos, escuchándoles. Dado que piensa que las palabras se encuentran organizadas sistemáticamente y podrá entonces inferir el etic. 

## Crítica
Dos son las principales críticas a esta corriente antropológica: 
1. Presupuesto indemostrable. Efectivamente, concluir con que entrevistando a los miembros de la cultura y escuchando sus respuestas se podrá extraer la gramática de su cultura, etc, es un hecho dado por supuesto e indemostrable, una llamada falacia ad hoc.
2. Intelectualista. Los etnocientíficos prestan demasiada atención a los aspectos inmateriales de la cultura cuando, para su correcto conocimiento, es necesario además contar con otros elementos (tecnológicos, sociológicos, folclóricos...)